# Walter Wakenhut
Walter Wakenhut (* 17. September 1942 in Burghausen) ist ein deutscher Priester der römisch-katholischen Diözese Passau und war von 2000 bis 2013 Militärgeneralvikar in Deutschland.

## Leben
Nach Besuch der Volksschule und des Gymnasiums von 1948 bis 1962 trat Wakenhut in das Priesterseminar St. Stephan ein und studierte Katholische Theologie in Passau. Am 29. Juni 1968 wurde er zum Priester geweiht. 
Nach seiner Kaplanstätigkeit im Passauer Stadtteil Hacklberg war er von 1969 bis 1972 Präfekt und anschließend bis zum 31. August 1980 Direktor am Bischöflichen Studienseminar St. Altmann in seinem Heimatort Burghausen. Gleichzeitig war er Religionslehrer am dortigen Kurfürst-Maximilian-Gymnasium.
Am 1. September 1980 wurde er von Bischof Antonius Hofmann zum Pfarrer von St. Michael in Regen (Bayerischer Wald) ernannt. Von 1983 bis 1985 als Schuldekan für das Dekanat Regen tätig, wurde er am 1. Juni 1985 zum Dekan gewählt. Seit 1. September 1986 war er auch im Nebenamt katholischer Standortpfarrer am Bundeswehrstandort (Garnison) Regen.
Nach Beendigung seiner aktiven Dienstzeit als Militärgeneralvikar wurde Wakenhut zum Geistlichen Beauftragten des Landeskomitees der Katholiken in Bayern ernannt. Diese Funktion übte er von 2014 bis 2021 aus. Er gehörte dort dem Präsidium, dem Geschäftsführenden Ausschuss und der Vollversammlung als stimmberechtigtes Mitglied an und war somit eng in die Entscheidungsprozesse des Landeskomitees eingebunden. 
Am 16. März 2016 wurde Wakenhut für die Zeit „bis Herbst 2016“ zum Leiter der Pfarrei St. Martin in Zorneding ernannt. Diese Übergangszeit endete mit dem 31. August 2016. Seitdem ist er weiter als Ruhestandsgeistlicher im Pfarrverband Sauerlach an seinem Wohnort Arget in der Seelsorge tätig.

## Laufbahn in der Militärseelsorge
Am 1. November 1989 wurde er katholischer Standortpfarrer Hamburg III – Führungsakademie der Bundeswehr. Am 18. Februar 1990 folgte die Ernennung zum Militärpfarrer und am 1. März 1991 zum Militärdekan. Am 16. März 1993 wurde Wakenhut zum Katholischen Militärbischofsamt versetzt und mit der Wahrnehmung der Dienstgeschäfte des Referatsleiter II – Personal und Organisation beauftragt. Er wurde stellvertretender Militärgeneralvikar.
Am 23. März 1995 erhielt er von Papst Johannes Paul II. den päpstlichen Ehrentitel Monsignore und 1997 den eines Prälaten.
Von 1997 bis 2000 nahm er das Amt des katholischen Wehrbereichsdekans VI in München wahr. In dieser Zeit war er auch in der Seelsorge (Pfarrer von St. Michael in Arget (1997–2003)) tätig.
Am 31. Oktober 2000 ernannte ihn Bischof Walter Mixa zum Militärgeneralvikar des katholischen Militärbischofs.
Am 17. September 2007 erhielt er von Papst Benedikt XVI. den  Ehrentitel Apostolischer Protonotar supra numerum, die höchste Stufe päpstlicher Ehrentitel.
Nachdem Papst Benedikt XVI. am 8. Mai 2010 den angebotenen Rücktritt von Walter Mixa annahm, nahm nach den kirchenrechtlichen Vorgaben der Generalvikar des katholischen Militärbischofs, der Apostolische Protonotar Walter Wakenhut, die Leitung der katholischen Militärseelsorge wahr. Als neuer katholischer Militärbischof wurde gemäß Vorgaben des Reichskonkordates von 1933  Franz-Josef Overbeck vom Heiligen Stuhl im Jahr 2011 ernannt (Artikel 2 der Päpstlichen Statuten).
Zum 1. November 2013 übergab Walter Wakenhut das Amt des Militärgeneralvikars an den aus dem Bistum Regensburg stammenden Reinhold Bartmann.
Durch seine Funktion in der Militärseelsorge war er auch Mitglied im Beirat der Bundesakademie für Sicherheitspolitik.